# گمینا برویتسه
گمینا برویتسه (به لهستانی:  Gmina Brójce) یک گمینا در لهستان است که در شهرستان ووچ شرقی واقع شده‌است. گمینا برویتسه ۶۹٫۵۵ کیلومتر مربع مساحت و ۵٬۳۹۹ نفر جمعیت دارد.